# Symphurus ligulatus
Symphurus ligulatus is een straalvinnige vissensoort uit de familie van hondstongen (Cynoglossidae). De wetenschappelijke naam van de soort is voor het eerst geldig gepubliceerd in 1844 door Cocco.